# Хауенштајн (Палатинат)
Хауенштајн (њем. Hauenstein) општина је у њемачкој савезној држави Рајна-Палатинат. Једно је од 84 општинска средишта округа Југозападни Палатинат. Према процјени из 2010. у општини је живјело 4.012 становника. Посједује регионалну шифру (AGS) 7340014.

## Географски и демографски подаци
Хауенштајн се налази у савезној држави Рајна-Палатинат у округу Југозападни Палатинат. Општина се налази на надморској висини од 348 метара. Површина општине износи 13,9 km². У самом мјесту је, према процјени из 2010. године, живјело 4.012 становника. Просјечна густина становништва износи 288 становника/km².

## Међународна сарадња
| Мјесто | Држава    | Врста сарадње | Од    |
| ------ | --------- | ------------- | ----- |
| Шофај  | Француска | партнерство   | 1970. |
| Извор  |           |               |       |